# Mäc-Geiz

Logo bis Mai 2021

Mäc-Geiz ist ein deutscher Non-Food-Discounter mit Sitz in Landsberg (Saalekreis) und gehört zur MTH Retail Group. Der vollständige Name des Unternehmens lautet MÄC GEIZ Handelsgesellschaft mbH.

## Unternehmensgeschichte
Kerngeschäft ist der Non-Food-Bereich mit Haushaltsartikeln und Waren des täglichen Bedarfs, wie Haushalts- und Reinigungsmittel, Schreib- und Spielwaren, Dekobedarf oder Tiernahrung.
1994 wurde das Unternehmen in Halle (Saale) von der Pako Non Food Warenhandelsgesellschaft gegründet. Mit derzeit 230 Filialen (Stand 2025) ist Mäc-Geiz in deutschen Innenstädten und Nahversorgungsgebieten vertreten, wobei sich die Filialen stark auf die neuen Bundesländer konzentrieren. Circa 1500 Mitarbeiter sind für das Unternehmen tätig.
2002 erhielt Mäc-Geiz den Unternehmerpreis der ostdeutschen Sparkassen für sein Marketingkonzept. Seit 2004 ist der Unternehmensstammsitz und das moderne Lager- und Logistikzentrum in Landsberg bei Halle (Saale) in Sachsen-Anhalt. Im Jahr 2015 wurde das Lager auf 27.500 m² erweitert.
Seit der Corona-Pandemie investierte Mäc-Geiz in digitale Lösungen seiner Unternehmung und führte im Zuge der Pandemie die Mäc-Geiz-App ein. Dieser digitale Vertriebskanal sollte es den Kunden ermöglichen, dass sie ihre Bestellungen und Sortimentsrecherchen digital erledigen können und lediglich zur Abholung der Produkte in die Filiale gehen müssen. Mit dem Service Click & Reserve startete Mäc-Geiz 2024 eine App-Erweiterung, mit der Kunden die aktuelle Verfügbarkeit von Artikeln in der Filiale prüfen und gegebenenfalls Einkäufe reservieren können.
Seit 2024 verfolgt der Non-Food-Discounter eine expansive Strategie die auf Filialnetz-Verdichtung ausgelegt ist und damit nicht mehr das Filialnetz-Wachstum in die bundesweite Breite priorisiert.

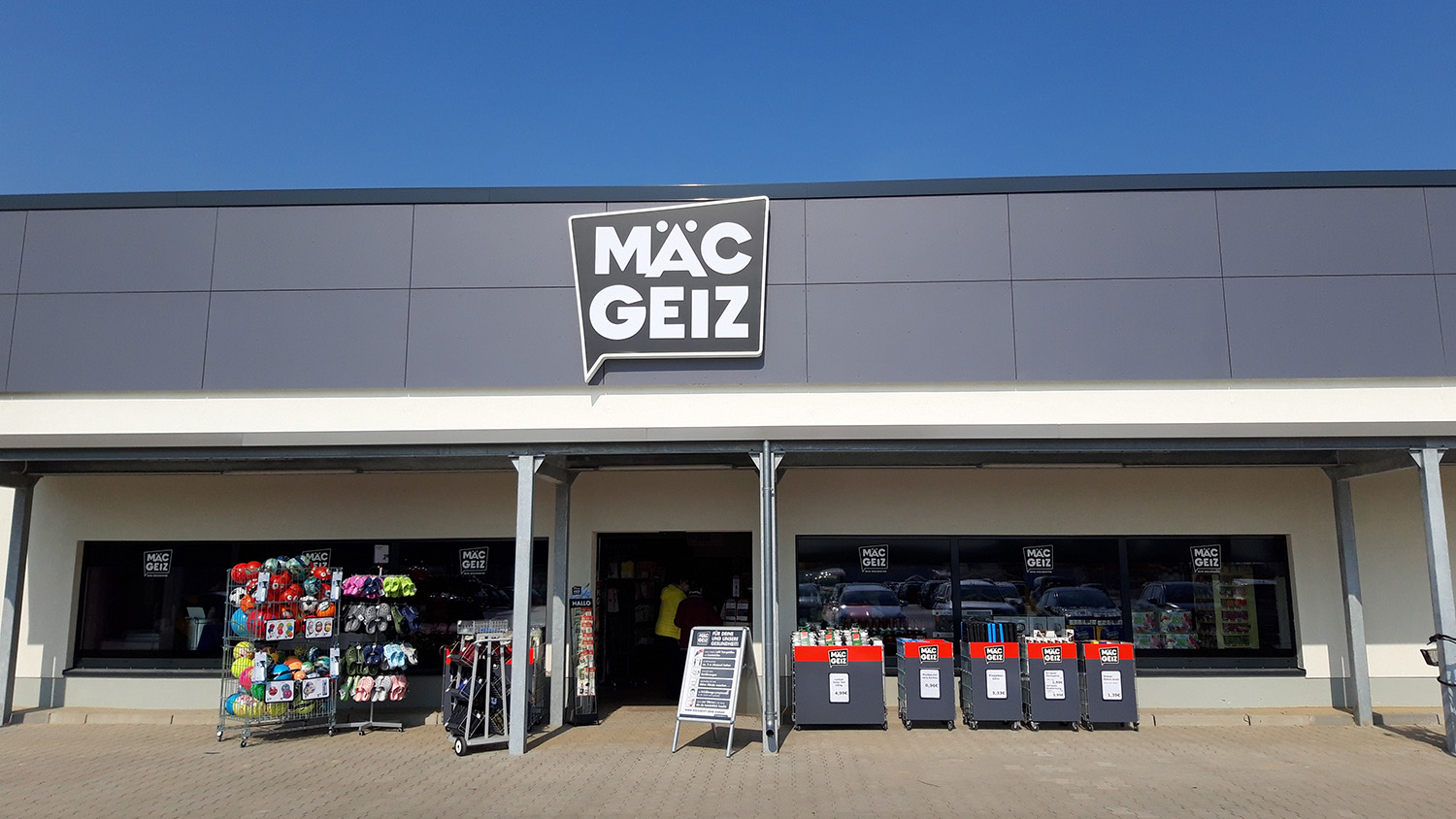
Eine neueröffnete Mäc-Geiz-Filiale in Tessin

## Insolvenz 2010
Am 18. Mai 2010 meldete Mäc-Geiz Insolvenz an, dennoch sollten die Geschäfte in den Filialen laut Insolvenzverwalter fortgeführt werden.
Der Textildiscounter NKD führt einen Großteil der Filialen in Nordrhein-Westfalen sowie Niedersachsen weiter, die österreichische Management Trust Holding AG übernahm den weiteren Geschäftsbetrieb inklusive Einkauf und Logistik. Seit dem Herbst 2010 gehört Mäc Geiz zur MTH Retail Group.

## Übernahme von IhrPlatz-Filialen

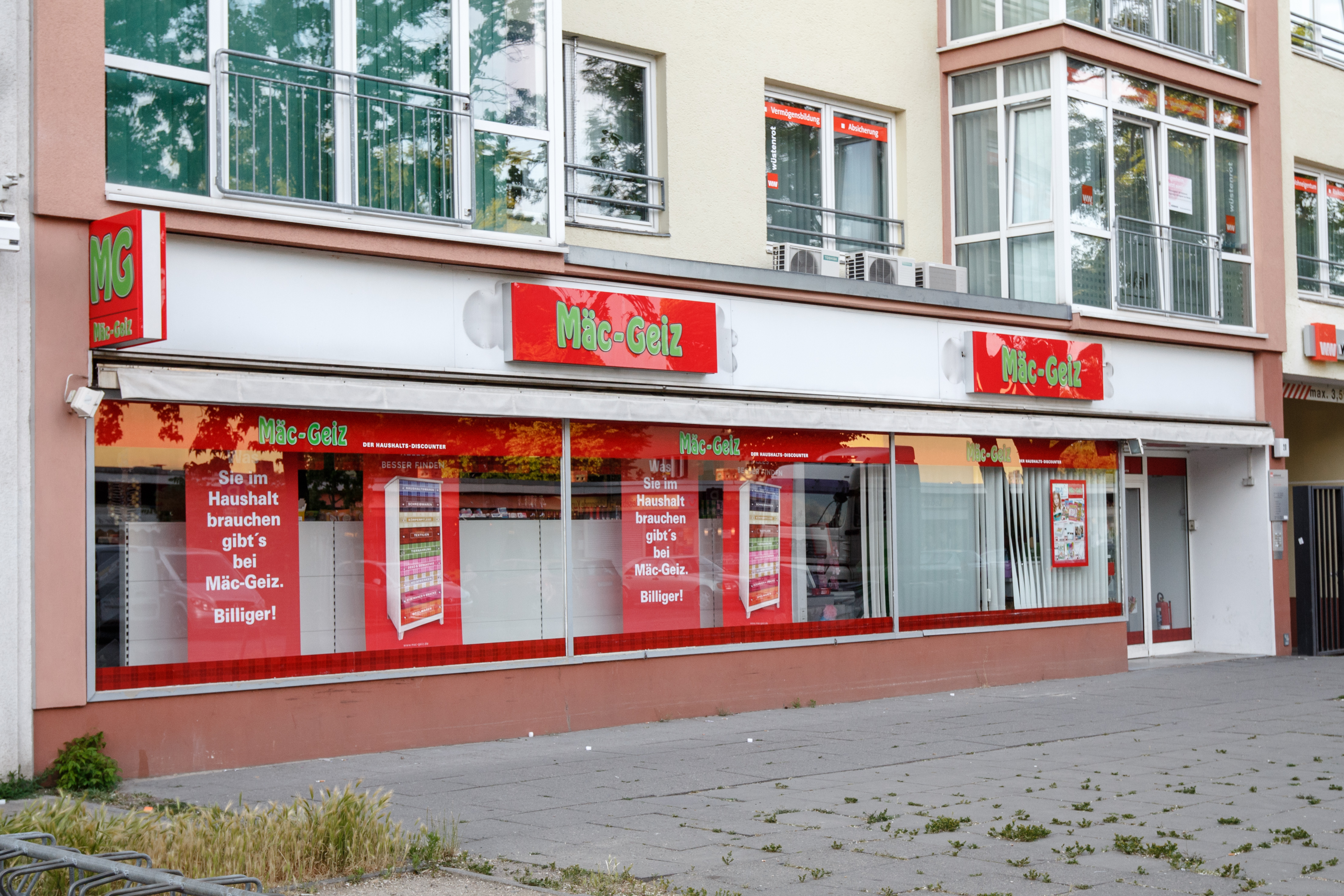
Diese Mäc-Geiz-Filialie in Berlin-Lichtenrade war vorher eine Drospa- und dann eine Ihr-Platz-Filiale. Die Anbringung der ehemaligen Drospa-Leuchtreklame ist noch teilweise zu erkennen.

Im Juli 2012 wurde bekannt, dass 109 Filialen der insolventen Drogeriemarktkette IhrPlatz durch die MTH Retail Group aus der Insolvenzmasse gekauft wurden. Das Handelsunternehmen rüstete demnach einige Läden der ehemaligen Schlecker-Tochter auf Mäc-Geiz-Filialen um und hat den Mitarbeitern neue Arbeitsverträge angeboten. Betroffen waren Geschäfte, deren Ladenfläche zwischen 250 und 350 m² betrug.

## Eigenmarken
Mäc-Geiz führte bis 2022 zwölf Eigenmarken. Die bekanntesten Mäc-Geiz-Eigenmarken waren in dieser Zeit Scotia (Haushalts- und Reinigungsartikel) und Connor (Bürobedarf und Schreibwaren). Seit 2022 ist die globale Marke novooo der MTH-Retail-Group als Eigenmarke von Mäc-Geiz im bundesweiten Sortiment verfügbar. Sie ersetzt die bisher zwölf verschiedenen Eigenmarken im Unternehmen und soll so sortimentsübergreifend für mehr Wiedererkennungswert beim Kunden sorgen. Neben Mäc-Geiz führen die Unternehmen Pagro, Libro und Office-World die Marke novooo. Bis März 2025 führte auch die Pfennigpfeiffer Handelsgesellschaft mbH novooo als Eigenmarke.

## Sponsoring
Mäc-Geiz ist einer der Hauptsponsoren bei den „internationalen Talisker HighlandGames“ in Trebsen bei Leipzig, die jedes Jahr Mitte September stattfinden. Weitere Veranstaltungen sind „Rudern gegen Krebs“ in Halle (Saale) oder der „CrossDeLuxe“ am Markkleeberger See bei Leipzig.

## Weitere Unternehmen der MTH Retail Group
- Libro
- Office World
- Pagro